# Tonni (Sovicille)
Tonni è una località del comune di Sovicille, nella provincia di Siena.

## Storia
Il borgo di Tonni fu un comune del contado senese nel XIII secolo. Il suo territorio comprendeva anche le comunità di Pretale e Le Reniere, oltre che le cave e il castello di Montarrenti. Proprio la vicinanza con le cave di marmo permise lo sviluppo del borgo: Tonni, come dimostrano alcuni documenti del XIV secolo, era abitato principalmente da scalpellini e scavatori di marmi.
Tonni nel 1833 contava 248 abitanti.
Durante la seconda guerra mondiale, nel periodo dell'occupazione tedesca e della Repubblica Sociale Italiana, il parroco di Tonni, don Vivaldo Mecacci si adoperò per nascondere alcune famiglie ebraiche rifugiatesi nella zona, collaborando anche con don Alfredo Braccagni, parroco di Ancaiano, alla salvezza di altri ebrei e ricercati.  Per salvare un partigiano ferito il 25 giugno 1944 in uno scontro a Molli nella Montagnola i due parroci inscenarono anche un falso funerale, che permise il suo trasferimento in luogo sicuro a Tonni.

## Monumenti e luoghi d'interesse

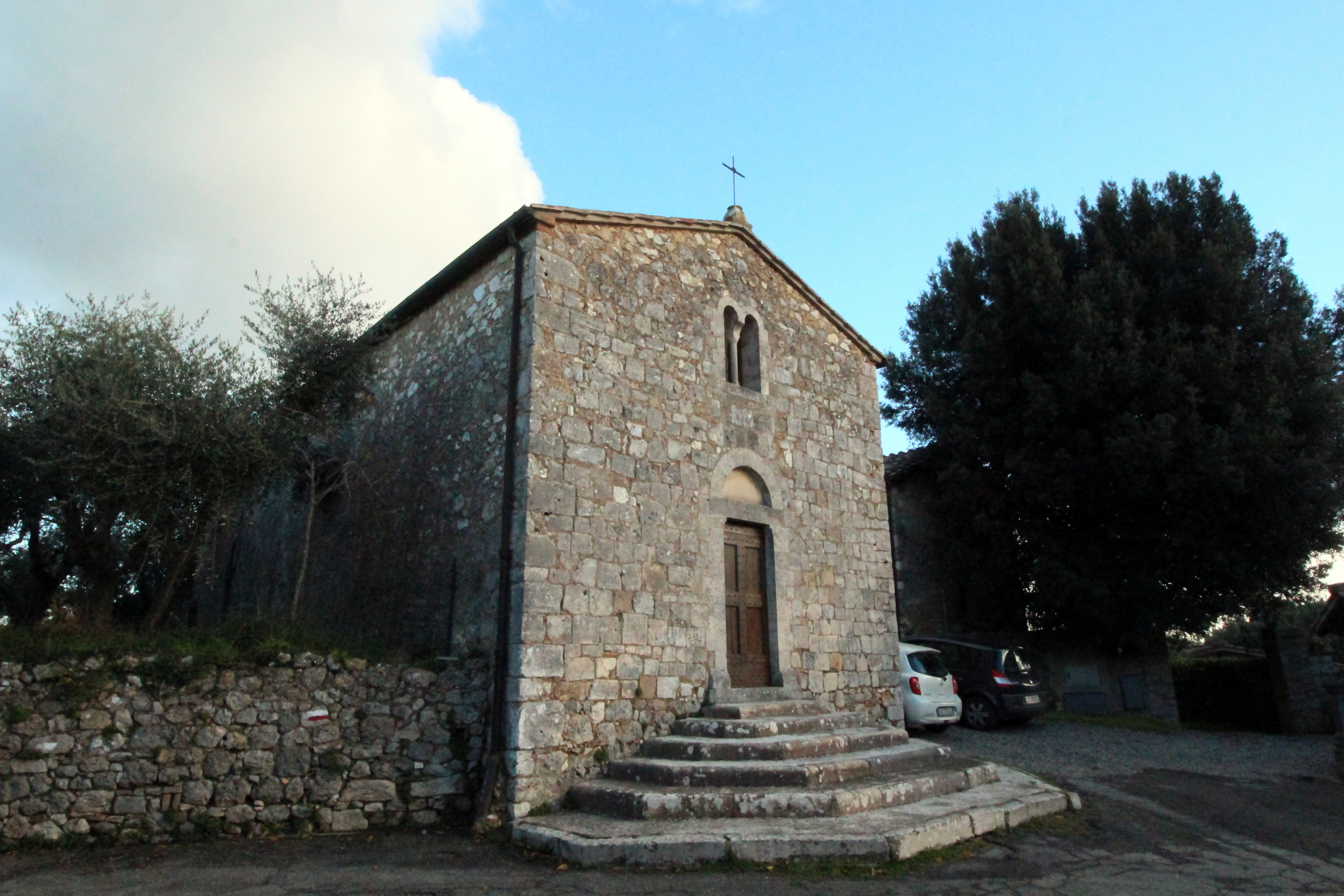
La chiesa di San Bartolomeo

L'edificio principale del borgo è la chiesa di San Bartolomeo, unita in parrocchia con la frazione di Tegoia. L'edificio di culto, risalente al medioevo, si presenta in pietra e con una struttura semplice: facciata a capanna decorata da una bifora sopra il portale sormontato da una lunetta, al quale si accede da una piccola scalinata. Sulla chiesa spicca un campaniletto a vela.
Poco distante da Tonni, in direzione nord, si trova il piccolo borgo di Pretale, anch'esso di origine medievale, che conserva ancora oggi un imponente torrione con base a scarpa. Poco a sud è invece situato il castello di Montarrenti.
Tonni è servita da due cimiteri: il primo presso il borgo e il secondo nella borgata di Le Reniere.